# 日南警察署
日南警察署（にちなんけいさつしょ）は、宮崎県警察所管の警察署である。

## 所管区域
- 日南市

## 所在地
- 宮崎県日南市中央通1丁目9番地1

## 交番
- 油津交番（日南市岩崎3丁目2番13号）
- 飫肥交番（日南市飫肥5丁目4番65号）
- 吾田交番（日南市吾田東4丁目12番42号）

## 駐在所
- 大堂津駐在所（日南市大堂津1丁目6番10号）
- 酒谷駐在所（日南市大字酒谷乙4962番地）
- 東郷駐在所（日南市大字東弁分甲915番地4）
- 富土駐在所（日南市大字富土2026番地1）
- 細田駐在所（日南市大字毛吉田1023番地6）
- 南郷駐在所（日南市南郷町中村乙2897番地2）
- 榎原駐在所（日南市南郷町榎原甲193番地4）
- 外浦駐在所（日南市南郷町潟上134番地72）
- 北郷駐在所（日南市北郷町郷之原乙1438番地1）

## 主な未解決事件
- 油津港沖射殺体遺棄事件[1]